# Lyngby Fans
Lyngby Fans er Lyngby Boldklubs officielle fanklub. Før Lyngby Fans hed fanklubben Blue Vikings.
Blue Vikings blev stiftet i 1994 af Tim Andresen i samarbejde med klubben. Blue Vikings blev nedlagt i 2016, og skiftede herefter navn til Lyngby Fans.